# Saint-Félix-de-Rieutord
Saint-Félix-de-Rieutord – miejscowość i gmina we Francji, w regionie Oksytania, w departamencie Ariège.
Według danych na rok 1990 gminę zamieszkiwało 278 osób, a gęstość zaludnienia wynosiła 41 osób/km² (wśród 3020 gmin regionu Midi-Pireneje Saint-Félix-de-Rieutord plasuje się na 787. miejscu pod względem liczby ludności, natomiast pod względem powierzchni na miejscu 1343.).